# Peter Bohlin

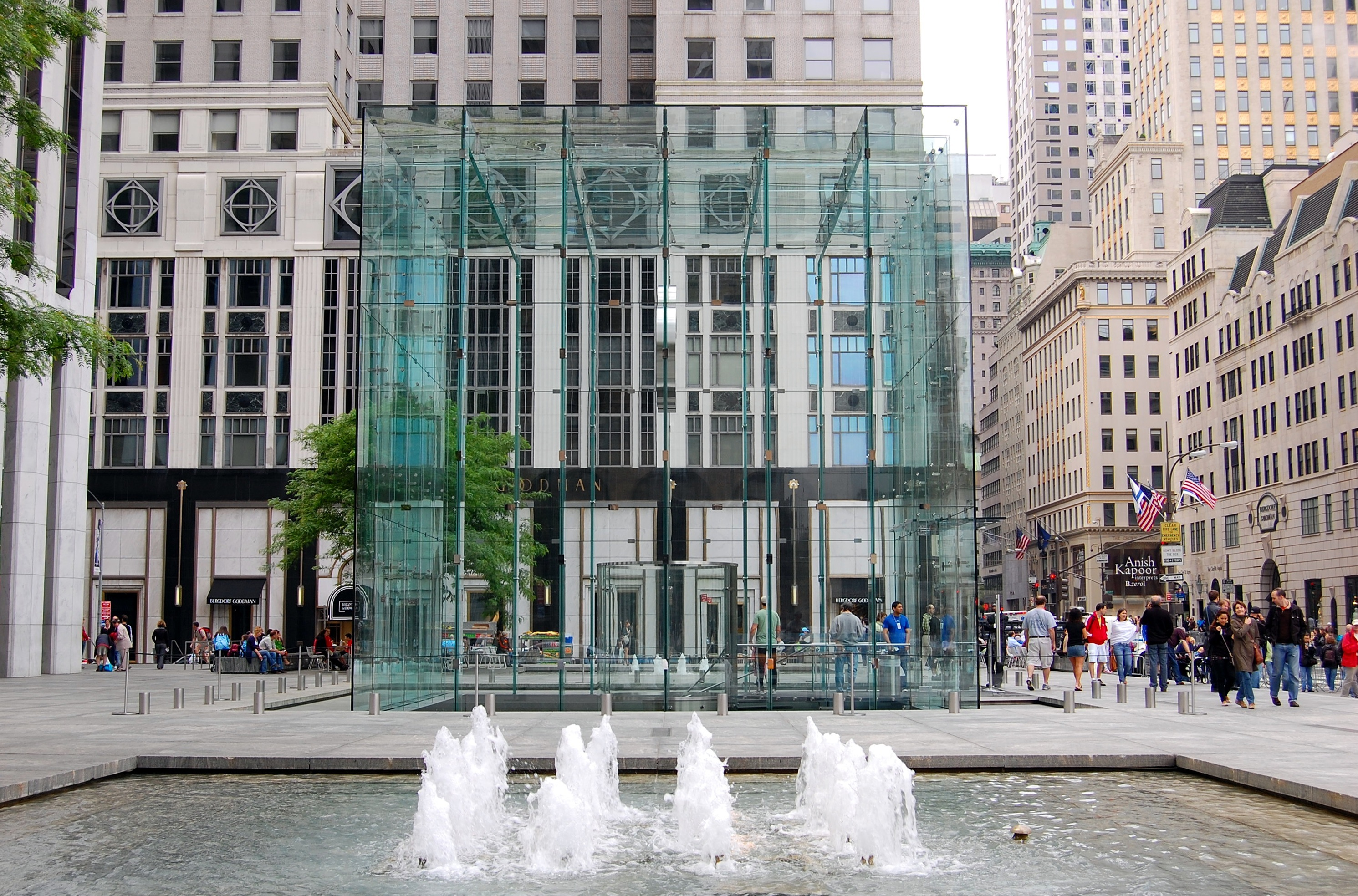
Peter Bohlin arbeitete mehrfach für Apple, u. a. entwarf er den Apple Store Fifth Avenue in New York City.

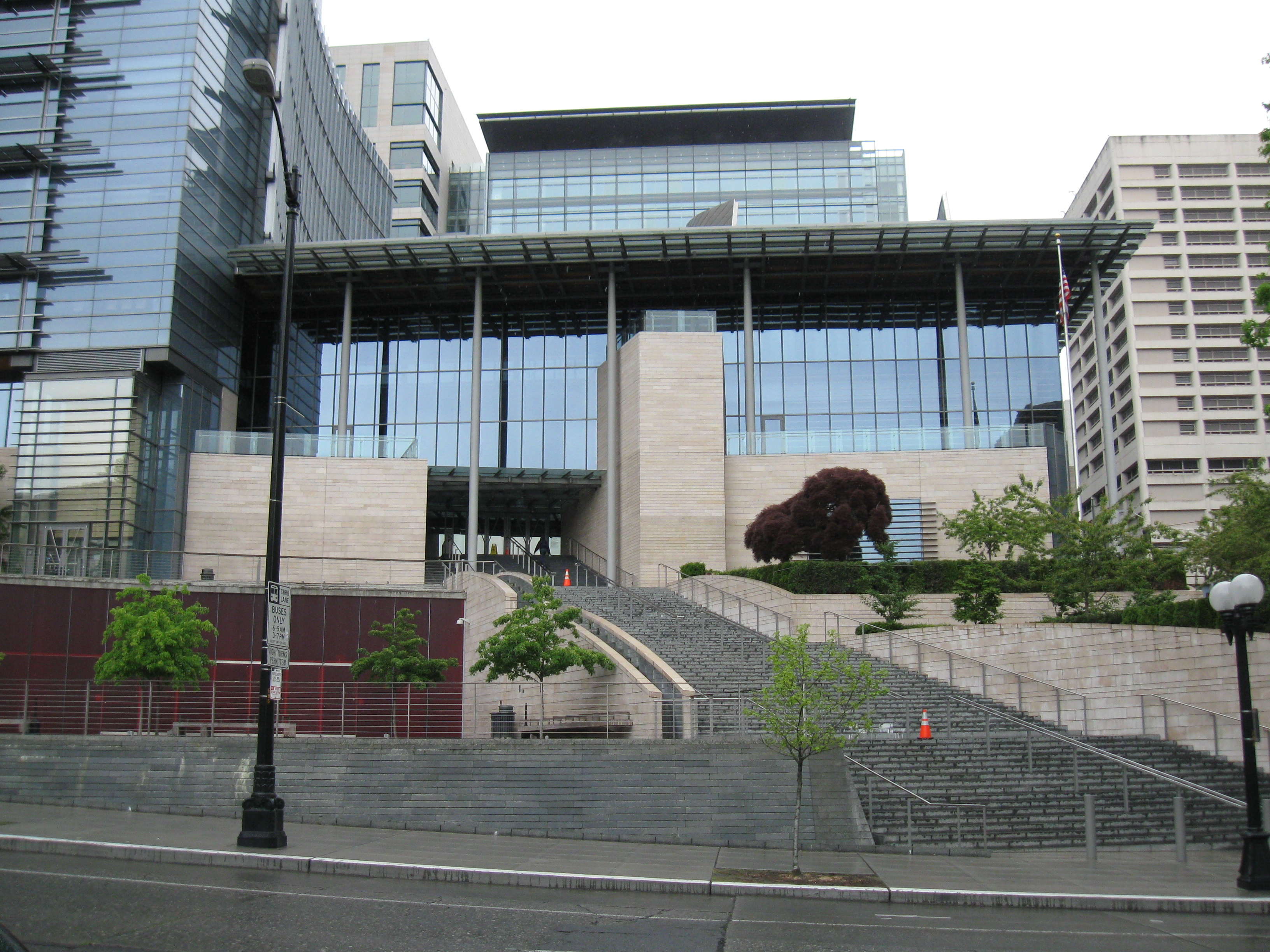
Die City Hall von Seattle geht ebenfalls auf einen Entwurf von Bohlin zurück.

Peter Q. Bohlin (* 1937 in New York City) ist ein amerikanischer Architekt, der international tätig ist.

## Leben
Peter Bohlin erlangte den Bachelor in Architektur am Rensselaer Polytechnic Institute in Troy, New York. Den Master absolvierte er an der Cranbrook Academy of Art. Er war 1965 in Wilkes-Barre Mitgründer des Architekturbüros Bohlin Powell, das heute unter dem Namen Bohlin Cywinski Jackson firmiert und Niederlassungen in Wilkes-Barre, Pittsburgh, Philadelphia, Seattle und San Francisco hat.
Im Auftrag von Steve Jobs entwarf Peter Bohlin den 2001 vollendeten Firmensitz von Pixar. Für Jobs arbeitete er weiterhin an mehreren Apple Stores, vorwiegend den Flagshipstores, in den Vereinigten Staaten, Frankreich, Japan, Australien, China und im Vereinigten Königreich. Dabei entstanden der Glaswürfel des Apple Stores in der 5th Avenue in New York, der Glaszylinder des Ladens in Shanghai und der Laden im Louvre in Paris.
Peter Bohlin war als Gastdozent für Architektur an verschiedenen amerikanischen Hochschulen tätig.

## Bauten (Auswahl)
- 1973–75: Eric and Ann Bohlin House, Cornwall (Connecticut)[2]
- 2006: Apple Store Fifth Avenue (2017 abgerissen)

## Auszeichnungen
Peter Bohlin wurde mit mehreren Preisen für sein Werk ausgezeichnet, darunter 2010 die Goldmedaille der American Institute of Architects. 2014 wurde Bohlin zum Mitglied (NA) der National Academy of Design gewählt.